# Johan Anthierens
 (août 2024).
Johan Anthierens, né le 22 août 1937 à Machelen (province de Brabant) et mort le 20 mars 2000 à Dilbeek, est un journaliste, écrivain, scénariste, animateur de télévision, acteur et satiriste belge néerlandophone.
Il est devenu tristement célèbre en Flandre grâce à ses chroniques et opinions pointues, engagées et controversées, pour lesquelles il a suscité autant d'admiration que de critiques. Il publie entre autres dans Knack et fonde le magazine satirique De Zwijger, qui n'existera que deux ans.
Il s'est fait connaître du grand public grâce à ses apparitions à la télévision, notamment au Wies Andersen Show et à Noord-Zuid. On le qualifiait parfois d'enfant terrible, terme qui le dérangeait. Anthierens a appelé la « contrariété » sa « première nature » et cela a inspiré nombre de ses articles et opinions. Dans un style baroque, il s'en prend sans pitié à toutes sortes de vaches sacrées, comme la monarchie, l'Église, l'establishment et le tabou concernant les revenus et les émoluments de ses invités dans les talk-shows.
Avec Louis De Lentdecker et Maurice De Wilde (nl), il forme le trio de tête du journalisme critique flamand.

## Biographie
Johan Anthierens naît le 22 août 1937 à Machelen.

### Premières années
Anthierens est né dans une famille nombreuse composée de sept filles et cinq fils. Ses frères Karel Anthierens et Jef Anthierens deviendront également plus tard des journalistes renommés en Flandre. Plusieurs proches d'Anthierens furent impliqués dans la collaboration durant la Seconde Guerre mondiale. Comme ses frères, Anthierens conserve ses idées flamandes, antibelges et fachistes dans les années 1940 et 1950.
Anthierens grandit dans une famille où le père écrivait régulièrement des vers de communion ou des lettres aux lecteurs et aux protestations. L’écriture était donc dans le sang de la famille. Il est le cadet de la famille et est donc très gâté. Parce qu'il aime tellement dessiner, il fréquente l'Institut Saint-Luc de Bruxelles en arts décoratifs, mais sans grand succès. Jef Anthierens, qui a fait carrière chez Dupuis et Humoradio, a également introduit Johan puis Karel dans le monde de la presse. Johan devient responsable du design chez Humoradio. Il y sera également le scénariste d'une bande dessinée parodique réalisée par Eddy Ryssack sur la série télévisée flamande Matthias. Mais il découvre vite qu'il doit chercher de nouveaux horizons. Il commence à travailler pour les magazines populaires d'alors : De Post et Mimo. Il sera rédacteur en chef de Mimosa et également de Bonne Soirée, autres publications des éditions Dupuis.

### Carrière radiophonique
Grâce à son frère Jef, de douze ans son aîné, il devient également un grand amateur de chanson française. Les textes anarchistes de Léo Ferré, Georges Brassens et Jacques Brel ne l'ont jamais quitté. La chaîne publique flamande lui a donné l'opportunité de présenter une émission de radio autour de ce sujet, Charme van het chanson, dans laquelle il joue d'abord des chansonniers de langue française, mais plus tard aussi du cabaret flamand. Il a défié Paul Vandenbussche (nl), alors directeur général de la BRT, en jouant une chanson censurée de Léo Ferré et en lisant à la radio les paroles d'Evviva il Papa (sur le pape), interdit de Hugo Raspoet (nl).

### Chroniqueur

#### Zondagmorgen
Il est auteur de la chronique Piet Piek de 1962 à 1965 dans le journal dominical Zondagmorgen, où il retrouve le cartoonist Ploeg, un ancien camarade de classe avec lequel il partage une page.

#### De Dingen van het leven
En 1971, Johan Anthierens reprend sa chronique autobiographique De Dingen van het leven [« Les Choses de la vie »] dans l'hebdomadaire de gauche flamingant De Nieuwe, qu'il avait précédemment lancée dans le magazine féminin Mimo (à l'origine De Haardvriend). Dans sa chronique, il évoque des confidences de sa vie privée telles que l'éducation de ses enfants et ses problèmes de divorce. Mais comme le rédacteur en chef Mark Grammens (nl) n'aime pas les effusions personnelles détaillées dans son magazine, Anthierens doit démissionner au bout de quelques mois seulement, après quoi il postule pour un emploi à l'hebdomadaire Knack.
En septembre 1973, Anthierens entre au magazine Knack, où il se fait connaître du grand public grâce à ses chroniques. Il écrit d'abord sous le pseudonyme de Wounded Eye, mais sur l'insistance du rédacteur en chef Frans Verleyen (nl), il signe de son propre nom après un certain temps. À partir de 1975, cela donne lieu à la chronique de trois pages d'Anthierens, Eyewitness, dans laquelle il écrivait tout ce qui l'irritait avec beaucoup d'ironie, de sarcasme et un sens du langage. Le rédacteur en chef Johan Struye (nl) a souvent trouvé la chronique « incroyablement stupide », c'est pourquoi Anthierens a commencé à l'inclure de plus en plus dans sa chronique. Anthierens avait l'habitude de noter certaines idées dans un petit livre et était parfois encore occupé à peaufiner sa copie à la date de livraison.
Grâce à cette chronique, il devint bientôt tristement célèbre en Flandre et se fit autant d'amis que d'ennemis. De nombreuses lettres de lecteurs affluent chez Knack, mais Verleyen estime que la diversité doit continuer d'exister au sein de sa rédaction. Une anecdote raconte comment Anthierens craignait d'être bombardé de tomates et d'œufs lors d'un entretien à l'auditorium de l'Université de Louvain en 1977. Par précaution, il avait donc emporté une poêle à frire avec lui dans son cartable. Cela s'est avéré inutile.

### Télévision
Anthierens apparaît également cette décennie en tant que panéliste au Wies Andersen Show (1976). Il suscite la controverse dans le premier épisode en déclarant : « Je suis heureux d'être divorcé », déclenchant un flot de commentaires. Avec Monica Moritz et Guido Depraetere, il présente Bij Nader Inzien. Avec Mies Bouwman (nl), il présente en 1978 le talk-show Noord-Zuid, dans lequel il suscite régulièrement l'ire des gens. Lorsque Pierre Kartner est invité et qu'Anthierens l'attaque sur la question de savoir s'il devait ou non payer des droits d'auteur à Peyo en relation avec la chanson des Schtroumpfs, le chanteur s'est senti tellement insulté par les critiques d'Anthierens qu'il quitte le studio avec indignation. Will Tura et Leo Tindemans sont également sévèrement traités par Anthierens. Il ne pas faut pas longtemps avant que la BRT ne le licencie.

### De Zwijger
En 1982, Anthierens démissionne de Knack pour fonder le magazine satirique De Zwijger. Il s'est inspiré du Canard enchaîné et de Charlie Hebdo pour offrir un regard unique sur l'actualité. Cependant, une vaste campagne publicitaire et même un rachat par les éditeurs Kritak n'ont pu empêcher la cessation du magazine après quelques années. Des années plus tard, Anthierens y voyait une occasion manquée.

### Dernières années
Il s'ensuit une période au cours de laquelle il peine à trouver du travail dans d'autres magazines. Anthierens a été l'un des premiers journalistes flamands à écrire également sur ses collègues et, ce faisant, il a progressivement offensé trop de gens. Il réalise De Regenwegen de Jacques Brel pour la télévision et voyage dans le sillage de ses idoles Jacques Brel et Willem Elsschot, respectivement aux îles Marquises et à Anvers ; il écrit également un livre sur les deux (publié en 1998 et 1992). De 1994 à 1996, il coprésente le programme d'archives Yesterday Gekeken sur TV1.
Au cours des années 1980 et 1990, il a principalement écrit des livres et des essais sous forme de pamphlets, dans lesquels il pouvait exprimer plus largement et plus librement ce qui le préoccupait : l'indifférence du Flamand moyen à l'égard de sa langue, le pouvoir et le caractère antidémocratique de la monarchie, l'influence de l'Église en Flandre, commercialisation de la radio et de la télévision, etc. Anthierens a également attisé le mouvement flamand traditionnel avec un livre sur Irma Laplasse et la Tour de l'Yser. Le livre Zonder Vlagvertoon [« Sans drapeau »] ne parle pas seulement d'Irma Laplasse, mais aussi du chef de la résistance d'Harelbeke, Albert Vandamme (nl).
Anthierens se disait républicain, plus à cause de l'hystérie insensée qui entoure la famille royale qu'à cause du monarque lui-même. Il considérait l'Église comme un « levier d'asservissement » et il réagit vivement contre Het Laatste Nieuws et VTM, trop préoccupés, selon lui, par le sensationnalisme et la « sous-estimation systématique du public ».
Dans les médias néerlandais, Anthierens était l'observateur insoumis de la Belgique. Ses chroniques en langue baroque parurent dans divers journaux et son style et son anticonformisme étaient très populaires auprès des Néerlandais, parmi lesquels il était un invité régulier du centre d'Amsterdam pour la culture flamande De Brakke Grond (nl).
Anthierens était un homme très individualiste, qui ne pouvait jamais s'installer longtemps quelque part et travaillait donc également en freelance pour divers magazines, dont Knack, Humo et De Morgen. Il détestait le kitsch, la rigueur et le manque de sincérité, tant chez les politiciens que dans la communauté des écrivains. Il était perçu comme un homme cynique et insensible, ce qui a été nuancé et réfuté par ses amis et connaissances.

### Mort
Le 20 mars 2000, Johan Anthierens meurt à son domicile à l'âge de 62 ans des suites d'un cancer lymphatique (lymphome de Hodgkin). Lors des funérailles, la musique classique jouée est celle de Vivaldi et de Schubert, ainsi que les chansons de Jacques Brel (Au suivant, La ville s'endormait et sa chanson préférée La Chanson des vieux amants), Yves Montand (Le Temps des cerises), Léo Ferré. Les funérailles se sont terminées par un fragment d'image à partir duquel il a déclaré depuis son lit de malade : « Je veux rester un homme libre, à tous égards ». Le dessinateur Gal était l'une des quatre personnes autorisées à porter le cercueil.
Il laisse derrière lui une épouse, Elisabeth Erauw, et deux enfants issus de son premier mariage.
En 2005, il termine à la 149e place de la version flamande de De Grootste Belg, en dehors de la liste officielle des nominations.

## Œuvres
Liste sélective
- (nl) Een keurkorf luisterliedjes, Heideland, Hasselt, 1964.
- (nl) De Flauwgevallen priester op mijn tong: vijftien op prijs gestelde Ooggetuige-kronieken, Knack - année 1975, Walter Soethoudt, Anvers, 1976.
- (nl) Wies en waarachtig, Het Volk, Gand, 1976.
- (nl) Onder anderen: vijftien onvoorspelbare kronieken, Lannoo, Tielt, 1978.
- (nl) De Boterhammen van de bakkerin, Baart, Borsbeek, 1980.
- (nl) Vlerk in vogelvlucht, De Lange, Amsterdam, 1981.
- (nl) Het Belgische domdenken: smaadschrift, Kritak, Louvain, 1986.
- (nl) De Vlaamssche Kronijken, avec la collaboration de J. Anthierens et Hugo Gijsels, Éditions EPO, Berchem, 1987.
- (nl) Brief aan een postzegel : kritisch koningsboek, Kritak, Louvain, 1990.
- (nl) Willem Elsschot. Het Ridderspoor, Kritak, Louvain, 1992.
- (nl) Tricolore tranen : Boudewijn en het augustusverdriet, EPO, Berchem, 1993.
- (nl) Vaarwel, mijn 1995, EPO, Berchem, 1995.
- (nl) Zonder vlagvertoon, Van Halewyck, Louvain, 1995  — Sur la résistance à l'Occupation.
- (nl) Johan Anthierens, Gal : de overspannen jaren, opgetekend van 1960 tot 1996, Berchem, EPO, 1996, 291 p., ill. ; 23 cm (ISBN 9789064457609 et 9064457603, OCLC 68715820)sur le dessinateur Gal.
- (nl) De IJzertoren. Onze trots en onze schande, Van Halewyck, Louvain, 1997.
- (nl) De Passie en de pijn [« La Passion et la Douleur »], Veen, 1998, 285 p.  (ISBN 9020457551)  — Recueil d'essais sur Jacques Brel.

## Prix et distinctions
- 1975 : prix Yang (nl) pour sa chronique dans Knack ;
- 1975 : prix des Gueux (nl).

#### Articles
- (nl) Nécrologie dans De Standaard, 27 mars 2000, p. 3
- (nl) Marijke Libert, nécrologie dans De Morgen, 27 mars 2000, p. 3.
- (nl) Armand Plottier, nécrologie dans De Morgen, 27 mars 2000, p. 13.
- (nl) « Dwars geweten » , sur NRC Handelsblad (consulté le 5 août 2024).
- (nl) Biographie d'Anthierens sur Schrijversgewijs.be